# Mogoditshane Fighters
Der Mogoditshane Fighters Football Club ist ein Fußballverein aus Mogoditshane, Botswana. Aktuell spielt der Verein in der zweiten Liga, der Botswana First Division.

## Geschichte
Der Verein wurde am 19. April 1925 gegründet und wird auch The Brazilians genannt. Seine größten Erfolge hatte er Ende der 1990er und Anfang der 2000er Jahre. In der Zeit gelangen ihm vier nationale Meistertitel sowie dreimal der Gewinn des Challenge Cup. Er qualifizierte sich mehrmals für die afrikanischen Wettbewerbe, scheiterte dort meist in der ersten Runde.

## Erfolge
- Botswanischer Meister: 1999, 2000, 2001, 2003
- Botswanischer Pokalsieger: 1999, 2000, 2003

## Stadion
Der Verein trägt seine Heimspiele im Molepolole Stadium in Molepolole aus. Das Stadion hat ein Fassungsvermögen von 6600 Personen.

## Statistik in den CAF-Wettbewerben
| Wettbewerb                    | Runde         | Gegner                   | Hinspiel | Rückspiel |  |
| ----------------------------- | ------------- | ------------------------ | -------- | --------- |  |
|                               |               |                          |          |           |  |
| African Cup Winners’ Cup 2000 | Qualifikation | Linare FC                | 1:0 (H)  | 0:0 (A)   |  |
|                               | 1. Runde      | Zamsure FC               | 1:2 (H)  | 1:2 (A)   |  |
| African Cup Winners’ Cup 2001 | Qualifikation | Mhlume United            | 3:0 (A)  | 0:0 (H)   |  |
|                               | 1. Runde      | Sunshine SC              | 3:2 (H)  | 1:2 (A)   |  |
| CAF Champions League 2002     | Qualifikation | Lesotho Defence Force FC | 0:1 (H)  | 1:1 (A)   |  |